# 马尔科·奥德马特
马尔科·奥德马特（德語：Marco Odermatt，1997年10月8日—），瑞士男子高山滑雪运动员。他曾代表瑞士参加2022年冬季奥林匹克运动会高山滑雪比赛，获得男子大回转金牌。